# S/S Calabria
S/S Calabria var ett ångdrivet lastfartyg byggt 1916 i Oskarshamn. Fartyget hade en ångmaskin av trippelexpansionstyp. 

## Fartygets öde
Vid tiden för andra världskriget ingick S/S Calabria under försommaren 1941 i en skyddskonvoj benämnd SL-76. Konvojen innehöll fartyg som varit i sydatlanten och nu var på väg tillbaka mot europeiska farvatten. Av någon anledning hamnade S/S Calabria för långt ifrån sin konvoj, vilket skulle få ödesdigra följder.  Kl. 03.29 natten den 22 juni 1941 torpederades fartyget av en ubåt och gick till botten utanför Irland, 100 distansminuter nordväst om fyren Inishtrahull. Tre personer miste livet medan 21 personer kunde räddas. 
Ubåten som sänkte S/S Calabria var tysk och hade beteckningen U-141. Ubåten var under befäl av kapten Philipp Schüler, som under sin karriär hann sänka totalt fem fartyg. Schüler omkom själv den 23 april 1943 då hans dåvarande ubåt (U-602) sänktes av brittiskt stridsflyg i Medelhavet utanför Toulon.